# Nomenclatura binomiale
La nomenclatura binomiale o nomenclatura binomia è una convenzione standard utilizzata in nomenclatura per conferire il nome a una specie. Come suggerisce l'aggettivo binomio, il nome scientifico di una specie viene formato combinando due nomi: 
- il nome del genere a cui appartiene la specie;
- un epiteto che caratterizza e distingue quella specie dalle altre appartenenti allo stesso genere.

Il primo termine (nome generico) porta sempre l'iniziale maiuscola, mentre il secondo termine (epiteto specifico) viene scritto in minuscolo; entrambi i nomi vanno inoltre scritti in corsivo (per es. Homo sapiens).
Quando il genere è stato precedentemente trattato nel testo, o quando sono già state elencate delle specie di quel genere, il nome generico può essere abbreviato con la sua lettera iniziale (H. sapiens) ma non deve mai essere omesso. Solo di rado questa abbreviazione è comunemente usata in luogo del nome completo: per esempio, il nome del batterio Escherichia coli è spesso scritto nella forma E. coli.

## Origine dei nomi
Come nome specifico viene utilizzato un aggettivo che permette di distinguere la specie dagli altri membri di quel genere. Sia il nome generico sia l'epiteto derivano frequentemente dal latino. Alcuni nomi sono di origine greca o derivano dalla lingua locale o dall'autore che per primo ha scoperto la specie. Infatti, i tassonomisti, per nominare le specie, traggono spunto da una varietà di fonti, inclusi i giochi di parole. Comunque, i nomi usati tendono a essere "latinizzati" ed è per questa ragione che il nome binomiale, oltre a essere detto nome scientifico, viene spesso chiamato volgarmente "nome latino".

## Importanza e usi della nomenclatura binomiale
L'importanza del sistema binomiale deriva principalmente dalla sua semplicità e dal suo esteso uso:
- Lo stesso nome è valido in tutte le lingue, evitando così possibili difficoltà di traduzione;
- Ogni specie può essere identificata inequivocabilmente da due sole parole;
- Il sistema è stato adottato internazionalmente in botanica (dal 1753), zoologia (dal 1758) e batteriologia (dal 1980).

Lo svantaggio della nomenclatura binomiale è il fatto che spesso in caso di cambiamento nella classificazione (genere), si deve cambiare in parte o tutto il nome, per cui una stessa specie può adottare nel corso degli anni anche diversi nomi, oppure avere una serie di nomi che dipendono dalle diverse teorie scientifiche in circolazione. Le procedure associate alla nomenclatura binomiale cercano in ogni modo di ridurre l'instabilità. In particolare, quando, per vari motivi, le specie vengono trasferite da un genere a un altro, se è possibile, viene conservato lo stesso epiteto specifico. Similarmente, se delle specie, che venivano considerate distinte, vengono successivamente ritenute sottospecie della stessa specie, i loro termini specifici vengono spostati a termini sottospecifici nella nomenclatura trinomiale.
Le regole dei codici di nomenclatura per le piante, funghi, cianobatteri, animali, batteri e virus differiscono tra di loro. Per esempio, la nomenclatura ICBN (piante) non mostra tautonomia, cioè l'uso dello stesso nome per il genere e la specie, mentre il codice ICZN (animali) sì. È stata suggerita la creazione di un BioCode che prenda il posto e unifichi i vari codici, ma vi sono anche dei dibattiti sullo sviluppo di un PhyloCode, che si occuperà di nominare i rami (o cladi) dei vari alberi filogenetici (o cladogrammi).

## Estensioni del nome scientifico

### Nomenclatura trinomiale degli animali
In zoologia, una specie animale può risultare ulteriormente suddivisa in sottospecie, le quali vengono identificate con il sistema di nomenclatura trinomiale. Per fare un esempio, il cormorano comune (Phalacrocorax carbo) della Nuova Zelanda differisce da quelli viventi in altre regioni, e viene classificato come sottospecie Phalacrocorax carbo novaeselandiae. Per la classificazione degli animali, viene usata esclusivamente questa categoria come livello inferiore alla specie e, per questo motivo, non è necessario aggiungere ulteriori indicazioni. Il terzo epiteto è sufficiente per indicare che si tratta di una sottospecie.

### Suddivisione botanica
In botanica, una specie, oltre che in sottospecie, può risultare suddivisa in varietà, forme, cultivar o altre categorie. A causa di ciò, il nome del taxon deve essere preceduto da un'abbreviazione che indichi quella categoria infraspecifica (subsp., var., form., ecc.), cosa che non avviene nella nomenclatura trinomiale degli animali. Ad esempio, una singola specie di pianta (Pinus nigra) può avere sottospecie (Pinus nigra subsp. salzmannii), varietà (Pinus nigra var. caramanica), varietà di sottospecie (Pinus nigra subsp. salzmannii var. corsicana) o altre complesse terminologie.

### Ibridi botanici
Dall'incrocio di individui appartenenti a taxa differenti si ottiene un ibrido e questi vengono indicati utilizzando il segno di moltiplicazione × oppure aggiungendo il prefisso "notho-" al termine che denota il livello della tassonomia. Ad esempio Forsythia × intermedia è il nome degli ibridi ottenuti dall'incrocio di F. suspensa con F. viridissima oppure × Cupressocyparis leylandii è il nome degli ibridi ottenuti dall'incrocio di Cupressus macrocarpa con Chamaecyparis nootkatensis.

## Autori nei nomi scientifici
Molte volte si vedrà un nome (o una sua abbreviazione) dopo un nome scientifico e spesso anche una data annuale. Per essere completa, la referenza a una specie deve includere anche l'autore (o gli autori) che ha descritto la specie e che le ha dato il nome. Mentre il nome scientifico viene scritto in corsivo, la citazione sull'autore no. Questa aggiunta viene usualmente fatta una sola volta in un particolare articolo o citazione. Le convenzioni sulla citazione degli autori differiscono, per alcune modalità, tra le piante e gli animali, e sono governate rispettivamente dal Codice Internazionale di nomenclatura botanica e dal Codice Internazionale di nomenclatura zoologica.

### Citazione degli autori in botanica
I nomi degli autori botanici risultano abbreviati da un indice standardizzato e pubblicato dai Royal Botanic Gardens di Kew (le abbreviazioni standard degli autori botanici sono elencate in questa lista).
Così, nell'esempio Pinus sylvestris L., l'abbreviazione "L." si riferisce a Carolus Linnaeus; nell'esempio Pinus koraiensis Siebold & Zucc., Siebold si riferisce a Philipp Franz von Siebold e Zucc. al coautore Joseph Gerhard Zuccarini. 
Se una specie viene trasferita a un genere differente conservando inalterato l'altro termine, l'autore originale viene posto tra parentesi tonde e si aggiunge l'autore responsabile dello spostamento. Per esempio, la sequoia sempreverde venne descritta inizialmente da David Don come Taxodium sempervirens D. Don. In seguito, Stephan Ladislaus Endlicher si accorse che questa specie differiva largamente dalle altre specie del genere Taxodium, e la incluse in un nuovo genere, pubblicando la combinazione Sequoia sempervirens (D. Don) Endl.
Negli articoli che trattano la tassonomia dettagliata delle piante, vengono sempre aggiunti la data e la pubblicazione dell'autore, ma, nelle enciclopedie o altre opere non tassonomiche, questa è una pratica rara. Per il precedente esempio, la citazione completa è Sequoia sempervirens (D. Don) Endl., Syn. Conif. 198 (1847), riferendosi alla pagina 198 del Synopsis Coniferarum di Endlicher, pubblicato nel 1847.

### Citazione degli autori in zoologia
Per i nomi delle specie animali, gli autori vengono indicati con il loro cognome scritto per intero, cioè senza abbreviazione. Il primo nome viene omesso ma, se esistono due autori con lo stesso cognome, viene aggiunta l'iniziale per distinguerli. La data della prima pubblicazione viene anch'essa citata, con una virgola tra nome e data.
Esempio: Balaena mysticetus Linnaeus, 1758.
Questa specie è stata descritta da Carolus Linnaeus, il cognome è scritto per intero ed è seguito dalla data di pubblicazione 1758.
Se una specie viene in seguito trasferita a un differente genere, l'autore originale e la data vengono posti tra parentesi tonde per segnalare che è avvenuta una revisione, ma l'autore e la data della revisione non vengono citati. Ad esempio, l'oca lombardella fu descritta per la prima volta da Giovanni Antonio Scopoli come Branta albifrons Scopoli, 1769. Successivamente si dimostrò che questa specie era, per caratteristiche, più vicina alle oche del genere Anser che a quelle del genere Branta, così subì un trasferimento e ora viene citata come Anser albifrons (Scopoli, 1769).
Anche per gli animali, nelle pubblicazioni tassonomiche ufficiali, viene fornita una citazione completa che comprende il nome e la data della pubblicazione: Branta albifrons Scopoli, 1769, Annus I Hist.-Nat. 69.

## Storia
L'uso della nomenclatura binomiale si deve a Linneo, che l'adottò per il suo sistema di classificazione scientifica, basato sull'osservazione delle diverse caratteristiche delle specie viventi. Per questo motivo, è concezione comune credere che Linneo fu anche l'inventore della nomenclatura binomiale. In realtà, questa semplice, ma altrettanto grandiosa, idea era stata concepita da Gaspard Bauhin, per rappresentare in diversi paragrafi dei tipi di piante che avevano nome comune simile o addirittura identico (anche se erano distinguibili come varietà), nell'opera Pinax theatri botanici del 1596.

## Lista dei termini latini e greci comuni nei nomi scientifici
| Parole latine e greche (o parti di esse) | Lingua L = latino G = greco | Traduzione                                                                   |
| ---------------------------------------- | --------------------------- | ---------------------------------------------------------------------------- |
| anglicus                                 | L                           | inglese                                                                      |
| archaeo-                                 | G                           | antico (estinto), primordiale, che era all'inizio (greco: ἀρχαῖος, archàios) |
| arcticus                                 | L                           | artico                                                                       |
| argentatus                               | L                           | argentato                                                                    |
| australis                                | L                           | meridionale, o dell'emisfero meridionale                                     |
| -avis                                    | L                           | uccello                                                                      |
| -batrachus                               | G                           | anfibio                                                                      |
| bengalensis                              | L                           | del Bengala, indiano                                                         |
| borealis                                 | L                           | boreale                                                                      |
| brachy-                                  | G                           | corto                                                                        |
| brevis                                   | L                           | corto                                                                        |
| capensis                                 | L                           | del Capo                                                                     |
| carbo                                    | L                           | color carbone                                                                |
| caulos                                   | G                           | gambo, fusto                                                                 |
| (-)caudatus                              | L                           | con la coda                                                                  |
| -cephalus                                | G                           | che ha la testa con particolari caratteristiche (es. globosa)                |
| -ceps                                    | L                           | testa                                                                        |
| cer(at)o-                                | G                           | dotato di corna                                                              |
| -cetus                                   | G                           | cetaceo                                                                      |
| -champsa                                 | G                           | coccodrillo                                                                  |
| -chelys                                  | G                           | tartaruga                                                                    |
| chiro-/-ch(e)irus                        | G                           | mani                                                                         |
| chloros (χλωρός)                         | G                           | verde                                                                        |
| cinereus                                 | L                           | color cenere                                                                 |
| coel-                                    | G                           | cavo, vuoto                                                                  |
| -cola                                    | L                           | -geno, abitante                                                              |
| cristatus                                | L                           | crestato, con la cresta                                                      |
| cyanos                                   | G                           | ciano, azzurro                                                               |
| -dactylus                                | G                           | dito                                                                         |
| deca                                     | G                           | dieci                                                                        |
| dermis                                   | G                           | pelle                                                                        |
| diplo-                                   | G                           | doppio                                                                       |
| dodeca                                   | G                           | dodici                                                                       |
| dolicho-                                 | G                           | allungato                                                                    |
| domesticus                               | L                           | domestico                                                                    |
| dorsalis                                 | L                           | dal dorso                                                                    |
| dukhunensis                              | L                           | del Deccan, indiano                                                          |
| echinus                                  | G                           | spinoso                                                                      |
| -elaps                                   | G                           | serpente                                                                     |
| ennea                                    | G                           | nove                                                                         |
| ennenconta                               | G                           | novanta                                                                      |
| erythro-                                 | G                           | rosso                                                                        |
| familiaris                               | L                           | comune                                                                       |
| fasciatus                                | L                           | striato                                                                      |
| -flora                                   | L                           | fiore                                                                        |
| -folia                                   | L                           | foglia                                                                       |
| fuscus                                   | L                           | marrone scuro                                                                |
| fulvus                                   | L                           | giallo                                                                       |
| gallicus                                 | L                           | francese                                                                     |
| -gaster                                  | G                           | ventre, stomaco                                                              |
| -gnathus                                 | G                           | mascelle                                                                     |
| glycis                                   | G                           | dolce                                                                        |
| habros-                                  | G                           | morbido                                                                      |
| halo                                     | G                           | sale                                                                         |
| hecta-                                   | G                           | cento                                                                        |
| helveticus                               | L                           | svizzero                                                                     |
| hendeca-                                 | G                           | undici                                                                       |
| hepta-                                   | G                           | sette                                                                        |
| heptaconta-                              | G                           | settanta                                                                     |
| hexa-                                    | G                           | sei                                                                          |
| hexaconta-                               | G                           | sessanta                                                                     |
| -(h)erpeton                              | G                           | anfibio o rettile                                                            |
| hibernicus                               | L                           | irlandese                                                                    |
| horridus                                 | L                           | spinoso                                                                      |
| hortensis                                | L                           | da giardino                                                                  |
| -ichthys                                 | G                           | pesce                                                                        |
| icosa-                                   | G                           | venti                                                                        |
| indicus                                  | L                           | indiano                                                                      |
| lateralis                                | L                           | laterale                                                                     |
| -lepis/lepido-                           | G                           | squamato                                                                     |
| lepto-                                   | G                           | stretto                                                                      |
| -leucus/leuco-                           | G                           | bianco                                                                       |
| lineatus                                 | L                           | rigato, a strisce                                                            |
| longus                                   | L                           | lungo                                                                        |
| ludovicanus                              | L                           | di Ludovico                                                                  |
| lusitanicus                              | L                           | portoghese                                                                   |
| luteus                                   | L                           | giallo                                                                       |
| macro-                                   | G                           | grande                                                                       |
| maculatus                                | L                           | maculato                                                                     |
| madagascariensis                         | L                           | del Madagascar                                                               |
| major                                    | L                           | maggiore                                                                     |
| mauritanicus                             | L                           | marocchino o nordafricano                                                    |
| mauro-                                   | G                           | scuro                                                                        |
| maximus                                  | L                           | molto grande                                                                 |
| melano-                                  | G                           | nero                                                                         |
| micro-                                   | G                           | piccolo                                                                      |
| -mimus                                   | L                           | simile                                                                       |
| minimus                                  | L                           | piccolissimo                                                                 |
| minor                                    | L                           | minore                                                                       |
| montanus                                 | L                           | montano                                                                      |
| -morphus                                 | G                           | forma                                                                        |
| -netta                                   | G                           | anatra/oca                                                                   |
| niger                                    | L                           | nero                                                                         |
| nona                                     | L                           | nove                                                                         |
| notho-                                   | G                           | finto, bastardo                                                              |
| noto-                                    | G                           | meridionale                                                                  |
| novaehollandiae                          | L                           | australiano                                                                  |
| novaeselandiae                           | L                           | neozelandese                                                                 |
| noveboracensis                           | L                           | di New York                                                                  |
| obscurus                                 | L                           | oscuro                                                                       |
| occidentalis                             | L                           | occidentale                                                                  |
| octa-                                    | G                           | otto                                                                         |
| octaconta-                               | G                           | ottanta                                                                      |
| -odus/odon                               | G                           | denti                                                                        |
| oeos-                                    | G                           | tubolare                                                                     |
| officinalis                              | L                           | medicinale                                                                   |
| -oides                                   | G                           | simile a                                                                     |
| -onyx/-onychus                           | G                           | artiglio                                                                     |
| -ophis/-ophidion                         | G                           | serpente                                                                     |
| -ops                                     | G                           | occhi, faccia                                                                |
| orientalis                               | L                           | orientale                                                                    |
| -ornis                                   | G                           | uccello                                                                      |
| ortho-                                   | G                           | dritto, eretto                                                               |
| pachy-                                   | G                           | spesso, robusto                                                              |
| palaeo-                                  | G                           | antico (estinto)                                                             |
| par(a)-                                  | G                           | simile                                                                       |
| parvus                                   | L                           | piccolo                                                                      |
| pedi-                                    | L                           | piede                                                                        |
| pelagius                                 | G                           | oceanico                                                                     |
| penta-                                   | G                           | cinque-                                                                      |
| pentaconta                               | G                           | cinquanta                                                                    |
| petra                                    | G                           | pietra                                                                       |
| phyllo-                                  | G                           | foglia                                                                       |
| -phyton                                  | G                           | pianta                                                                       |
| platy-                                   | G                           | piatto                                                                       |
| proto-                                   | G                           | primo                                                                        |
| pseudo-                                  | G                           | simile a x, falso x                                                          |
| -pterus/-pteryx                          | G                           | ala, penne                                                                   |
| -ptilon                                  | G                           | piuma                                                                        |
| punctatus                                | L                           | punteggiato, maculato                                                        |
| -pus                                     | G                           | zampe                                                                        |
| -raptor                                  | L                           | predatore                                                                    |
| repens                                   | L                           | strisciante, stolonifero                                                     |
| -rhinus                                  | G                           | naso                                                                         |
| rhiza                                    | G                           | radice                                                                       |
| rhyncho-/-rhynchus                       | G                           | becco                                                                        |
| rhytis                                   | G                           | corrugato                                                                    |
| rubra                                    | L                           | rosso                                                                        |
| -rostris                                 | L                           | becco                                                                        |
| rufus                                    | L                           | rosso                                                                        |
| sativus                                  | L                           | seminato, coltivato                                                          |
| -saurus/-saura                           | G                           | lucertola, rettile                                                           |
| sinensis                                 | L                           | cinese                                                                       |
| -suchus                                  | G                           | coccodrillo                                                                  |
| -stoma                                   | G                           | bocca, apertura                                                              |
| striatus                                 | L                           | striato                                                                      |
| strix/strigos                            | G                           | uccello notturno                                                             |
| sylvestris                               | L                           | della foresta, selvatico                                                     |
| tetra-                                   | G                           | quattro-                                                                     |
| tetraconta                               | G                           | quaranta                                                                     |
| -teuthis                                 | G                           | cefalopode                                                                   |
| -therium                                 | G                           | bestia (mammifero)                                                           |
| tinctorius                               | L                           | colorante                                                                    |
| tomentosus                               | L                           | peloso                                                                       |
| trich-, -thrix                           | G                           | capello                                                                      |
| triconta                                 | G                           | trenta                                                                       |
| -ura                                     | G                           | della coda                                                                   |
| variabilis                               | L                           | variabile                                                                    |
| variegatus                               | L                           | variegato                                                                    |
| -ventris                                 | L                           | ventre                                                                       |
| verrucosus                               | L                           | dalla pelle rugosa                                                           |
| viridis                                  | L                           | verde                                                                        |
| vittatus                                 | L                           | striato                                                                      |
| volans                                   | L                           | volante                                                                      |
| vulgaris                                 | L                           | comune                                                                       |
| xero                                     | G                           | secco                                                                        |